# 巴延三
覺羅巴延三（穆麟德轉寫：gioroi bayansan，？—1795年），愛新覺羅氏、清朝覺羅，清朝官員。
乾隆九年，任內閣中書。乾隆十三年，任軍機章京。乾隆十七年，任翰林院侍讀。乾隆二十年，任戶部銀庫員外郎。乾隆二十二年，任湖廣道監察御史。乾隆二十四年，任刑科給事中。乾隆二十六年，任禮科掌印給事中。乾隆二十八年，任公中佐領。乾隆三十三年，任直隸大名道。乾隆三十六年，任河南布政使。乾隆三十七年，任陝西巡撫。乾隆三十八年，署理山西巡撫，改任湖南巡撫。乾隆四十一年，任山西巡撫。乾隆四十三年，兼管河東鹽政。乾隆四十四年，任兩廣總督。乾隆四十四年，兼粵海關事務。乾隆四十五年，兼管廣東巡撫。乾隆四十九年，任哈密辦事大臣。乾隆五十一年，任陝西巡撫。乾隆五十四年，署理陝甘總督管甘肅巡撫事。乾隆五十四年，任戶部尚書。乾隆五十五年，任吏部尚書，乾隆五十六年，任盛京刑部侍郎。